# Antonio Di Martino
Antonio Di Martino (Giulianova, 22 dicembre 1987) è un ex arbitro di calcio italiano.

## Carriera
Ha iniziato ad arbitrare nel 2003, arrivando nella Commissione Interregionale sei anni più tardi e passando in Serie D nel 2010. Nel 2012 viene promosso in Lega Pro, in cui resta per quattro stagioni, vincendo anche il Premio Sportilia nel 2015 come miglior arbitro giovane della categoria. Nel 2016 passa in C.A.N. B, debuttando nella serie cadetta il 2 settembre, in occasione di Virtus Entella-Avellino, terminata 2-0. Il 14 maggio 2017 esordisce in Serie A, nella partita Bologna-Pescara, vinta dai padroni di casa per 3-1. Il 21 marzo 2018 viene insignito della prima edizione del Premio dedicato al giudice Rosario Livatino, in quanto esordiente più giovane nella massima serie nella stagione precedente.
Il 1 settembre 2020 viene inserito nell'organico della CAN A-B, nata dall’accorpamento di CAN A e CAN B: dirigerà sia in Serie A che in Serie B. Nella stagione 2020-2021 viene designato in 4 partite del massimo campionato e in 9 in cadetteria.
Al termine della stagione 2020/21 ha diretto un totale di 7 gare in Serie A.